# Phrudocentra marcida
Phrudocentra marcida är en fjärilsart som beskrevs av W. Warren 1908. Phrudocentra marcida ingår i släktet Phrudocentra och familjen mätare. Inga underarter finns listade i Catalogue of Life.